# Brotogeris jugularis
La catita churica (Brotogeris jugularis), también conocido como periquito bronceado,  es una especie de ave psitaciforme de la familia de los psitácidos extendida por el Neotrópico, desde el sur de México hasta Colombia y Venezuela. 

## Descripción
Tanto el macho como la hembra adultos tienen un plumaje que va del amarillo verdoso al verde oliva, un toque azul en la corona, una mancha naranja en la garganta, y un toque azul en la parte baja del dorso. Las plumas coberteras alares externas son de un tono castaño oliváceo o bronce, mientras que las coberteras alares internas son amarillas, y las rémiges son de un tono verde azuloso. Poseen un anillo ocular (alrededor del ojo) blanco sin plumas, y ojos oscuros. El pico es de color claro, amarillento opaco. La cola es corta y puntiaguda. Miden unos 12 a 18 cm de largo total y pesan 58 g en promedio. Los especímenes jóvenes presentan el mismo colorido que los adultos.

## Hábitat
Se encuentran generalmente por debajo de los 1500 m s. n. m.. Son comunes en zonas de bosque seco, y en áreas cultivadas o parcialmente deforestadas, con árboles remanentes; menos numerosos en dosel y bordes de selva húmeda. También pueden ser vistos en jardines, parques y zonas suburbanas.

## Comportamiento

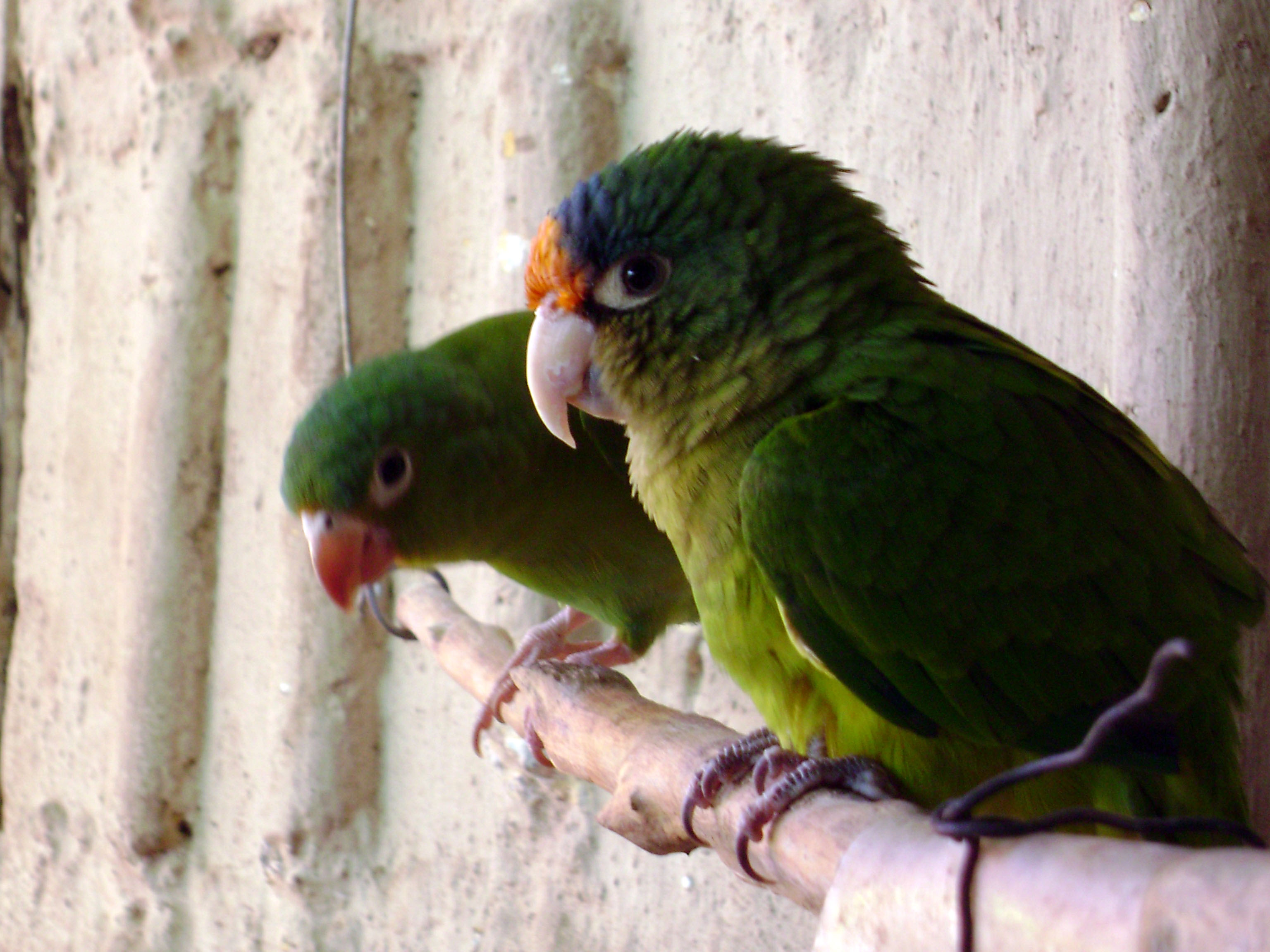
Periquito bronceado (izquierda) junto a un perico atolero (derecha).

Usualmente, andan en pequeñas bandadas ruidosas fuera de la época de reproducción. Vuelan en forma irregular y con frecuentes cambios de dirección; alternan aleteos zumbantes con planeos cortos. Se mantienen a buena altura en los árboles. Son ocasionalmente destructivos en frutales cultivados. Cuando se crían en cautiverio, suelen ser más sociables; el macho suele ser más amistoso que la hembra: ella es más tímida y agresiva.
Son curiosos; suelen picar todo lo que tengan al alcance, sea madera, plástico algodón etc.
No son sociables con otras especies de aves exóticas, ya que su comportamiento es algo agresivo.

### Alimentación
Su alimentación está básicamente compuesta por frutas como el mango, manzana, la mandarina y la guayaba, así como por semillas de saúco, alpiste, banano, espino y linaza. También comen flores.

### Reproducción
Regularmente ponen de 4 a 12 huevos, de 23,5 x 19,5 mm y que incuban por 25 a 27 días, y los polluelos se quedan en el nido por 5 a 6 semanas. Se encuentran comúnmente en parejas o, en donde hay suficiente alimento, en grupos. Son más sociables durante la búsqueda de pareja se da en enero y la temporada para empollar es entre febrero y marzo. Construyen su nido en pareja, dentro de nidos abandonados.